# شامب
شامب (آلمانی: Chamb) نام رودی است که از کشورهای چک و آلمان می‌گذرد. این رود که طول آن به ۵۱ کیلومتر می‌رسد، شاخه ای از رود رگن به‌شمار می‌رود. این رود در کشور چک، رود کوبا خوانده می‌شود.